# Пошана батька сином
Пошана батька сином — повчальна картина невідомого художника з Китаю, ілюстрація одної з конфуціанських чеснот.
За легендою, Ву Мен був з провінції Пуянг. Як син — відрізнявся надзвичайною пошаною до батька. Влітку, в спекотні ночі, він страждав від комарів. Але родина була настільки бідна, що не мала грошей на придбання  сіток для захисту від москитів і комарів. В  спекотні ночі страждав від комарів і батько, який не міг заснути. Чемний син роздягався і сидів беззахисним біля ліжка батька, приймаючи на себе атаки комарів. Таким чином в черговий раз він демонстрував власну пошану батькові. ( Підліток не розумів, що кількість комарів і москитів може бути такою завеликою, що вистачить на всіх і в родині, і у сусідів ). Але легенда про синовню чемність, його жертовність для підтримки конфуціанської чесноти була важливішою за логіку і здоровий глузд. І стала темою для китайського живопису.
Сама легенда була оспівана в віршах, котрі за традицією розміщали поряд із зображенням.